# Zikanapis rozenorum
Zikanapis rozenorum är en biart som först beskrevs av Michener, Engel och Ayala 2003.  Zikanapis rozenorum ingår i släktet Zikanapis och familjen korttungebin. Inga underarter finns listade i Catalogue of Life.